# Christian Zschau
Christian Zschau († 28. Oktober 1672 in Eilenburg) war ein kursächsischer Verwaltungsbeamter. 

## Leben und Wirken
Zschau wurde Gleitsmann in Eilenburg. 1652 erfolgte seine Ernennung zum Amtmann (Amtsschösser) des sächsischen Amtes Eilenburg. Er starb, nachdem er sich über seinen jüngsten Sohn Hans Ernst Zschau derart stark aufgeregt hatte und seine Leute kaum noch wahrgenommen hatte, vermutlich an einem Herzinfarkt. Sein Amtsnachfolger wurde im November 1672 Johann Kohlau.